# Arenteiro
L'Arenteiro est un cours d’eau espagnol d'une longueur de 33 km qui coule dans la communauté autonome de la Galice. Il est un affluent de l'Avia dans le bassin du Minho.

## Source de la traduction
- (es) Cet article est partiellement ou en totalité issu de l’article de Wikipédia en espagnol intitulé « Río Arenteiro » (voir la liste des auteurs).